# Absturz einer B-52 nahe der Thule Air Base 1968
Der Absturz einer B-52 nahe der Thule Air Base ereignete sich am 21. Januar 1968. Bei diesem Unfall stürzte eine B-52 Stratofortress der United States Air Force (USAF) in der Nähe der Thule Air Base in Grönland ab. An Bord des Flugzeuges, das auf einer sogenannten „Chrome-Dome“-Mission unterwegs war, befanden sich vier Wasserstoffbomben des Typs B28. Über der Baffin Bay, westlich von Grönland, brach an Bord des Bombers ein Feuer aus, das die Besatzung dazu zwang, das Flugzeug zu verlassen. Von den sieben Besatzungsmitgliedern konnten sich sechs retten, eines wurde beim Ausstieg aus dem Flugzeug tödlich verletzt. Beim Aufprall des Flugzeugs wurden die konventionellen Sprengladungen der Atomwaffen ausgelöst, sodass die Umgebung u. a. mit hochradioaktivem Plutonium kontaminiert wurde.
Dänemark (zu dem Grönland als autonomer Bestandteil gehört) und die Vereinigten Staaten von Amerika starteten eine großangelegte Such- und Dekontaminationsaktion, trotzdem konnten nicht alle Komponenten der vier Kernwaffen geborgen werden. Dies führte zu Medienberichten über den angeblichen Verlust einer kompletten Waffe. Dies wurde aber durch eine dänische Untersuchung widerlegt. Die als Vorbereitung für einen atomaren Zweitschlag durchgeführten „Chrome-Dome“-Flüge wurden nach dem Unfall vom USAF Strategic Air Command ausgesetzt und führten zur Erneuerung diverser Sicherheitsvorschriften und Änderungen an den Sprengköpfen der mitgeführten Waffen.

## Historischer Zusammenhang
1960 nahm das USAF Strategic Air Command (SAC) Flüge im Rahmen der Operation Chrome Dome auf. Diese von General Thomas S. Power ins Leben gerufenen Missionen bedeuteten, dass mit nuklearen Waffen bestückte B-52 Stratofortress von ihren Stützpunkten in den USA aus bis an die sowjetische Grenze fliegen und sich ständig zwölf Maschinen in der Luft befinden sollten. Im Falle eines eskalierenden Kalten Krieges sollten so sowohl ein offensiver Erstschlag als auch ein Zweitschlag – trotz bereits getroffener Basen in den USA – gegen die Sowjetunion durchgeführt werden können.
1961 wurde der Auftrag um Hard-Head-Missionen ergänzt (auch als Thule Monitor Missions bezeichnet), die zur Thule Air Base geflogen wurden, um sicherzugehen, dass das auf Grönland stationierte Ballistic Missile Early Warning System (BMEWS) funktionsfähig war. Das BMEWS sollte anfliegende sowjetische Langstreckenraketen erkennen und rechtzeitige Gegenmaßnahmen ermöglichen und war über ein Unterseekabel mit dem North American Aerospace Defense Command (NORAD) verbunden. Da dieses Kabel häufig gestört war, sollten die B-52-Besatzungen visuell sicherstellen, dass die Station normal arbeitete und ansonsten offensiv zum Gegenschlag übergehen.
US-Verteidigungsminister Robert McNamara erwog 1966, das Chrome-Dome-Programm wegen jährlicher Kosten von 123 Millionen US-Dollar einzustellen, zumal die Überwachungsflüge durch modernere Technik im BMEWS überflüssig geworden waren. Gegen diese Einsparungen regte sich von Seiten des SAC und der Joint Chiefs of Staff Widerstand, so dass die Flüge zunächst nicht ausgesetzt wurden, allerdings nur mehr vier Flugzeuge ständig in der Luft waren, davon eines auf Thule Monitor Mission. Zivile Behörden in den USA hatten über die Fortsetzung des Programms keine Informationen, da das SAC diese unter Verschluss hielt. Die Gefährlichkeit der Chrome-Dome-Flüge wegen der Bestückung mit Nuklearwaffen war zu diesem Zeitpunkt bereits bei einem Absturz im spanischen Palomares 1966 zu Tage getreten.

## Hobo 28

### Flug
Am 21. Januar 1968 fiel die Aufgabe der Thule Monitor Mission einer Besatzung des 380th Strategic Bomb Wing zu, die auf der Plattsburgh Air Force Base im Bundesstaat New York stationiert war. Die Boeing B-52G Stratofortress mit der Seriennummer 58-0188 und dem Rufzeichen HOBO 28 hatte eine Minimumbesatzung von fünf Mann sowie einen zusätzlichen Navigator und einen dritten Piloten, die für Thule-Flüge obligatorisch waren. Kommandant der Maschine war Captain John Haug.
Der zusätzliche Pilot, Major Alfred D’Mario, polsterte seinen Sitz vor dem Start mit drei Kissen, die direkt über einer der Belüftungsdüsen an seinem Sitz platziert wurden. Der erste Abschnitt des Fluges, der Weg nach Thule, war unspektakulär, lediglich die automatische Luftbetankung an einer KC-135 Stratotanker musste von Hand durchgeführt werden, da der Autopilot nicht voll funktionsfähig war.
Etwa eine Stunde nach der Luftbetankung – das Flugzeug hatte die Baffin Bay bereits erreicht – wechselten die beiden Copiloten ihren Platz. D’Mario nahm nun den rechten Sitz ein. Da die Besatzung trotz voll aufgedrehter Heizung immer noch fror, öffnete D’Mario ein Bleed Valve eines Triebwerks, sodass diesem aus dem Kompressor heiße Luft entnommen und in die Kabine geleitet wurde. Durch einen Fehler in der Heizung wurde die Luft dabei aber nicht heruntergekühlt und strömte so direkt auf die vor dem Start angebrachten Kissen. Etwa eine halbe Stunde später bemerkte eines der Besatzungsmitglieder Brandgeruch und begann, die Feuerquelle zu suchen. Nachdem der Navigator die Quelle ausgemacht hatte, begann er, das Feuer mit zwei Feuerlöschern zu bekämpfen, was ihm allerdings misslang.

### Absturz

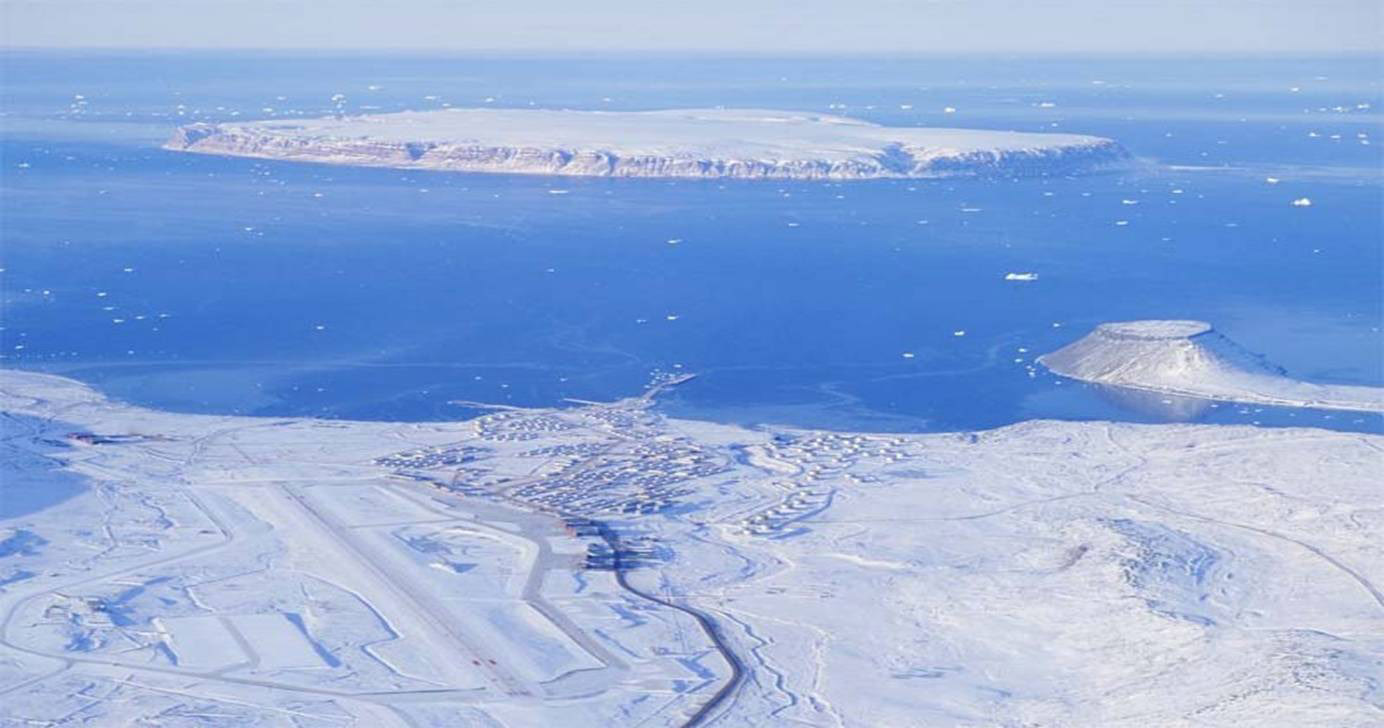
Blick auf die Thule Air Base; die Bucht im Hintergrund war zum Zeitpunkt des Unfalls mit Eis bedeckt

Um 15:22 Uhr EST erklärte Haug schließlich Luftnotlage und bat bei der Luftraumkontrolle von Thule darum, eine Notlandung auf dem Militärstützpunkt durchführen zu dürfen. Nach fünf Minuten waren alle fünf Feuerlöscher an Bord verbraucht, gleichzeitig fiel der Strom aus und das Cockpit füllte sich immer weiter mit Rauch. Nachdem die Besatzung die Instrumente nicht mehr ablesen konnte, befahl Haug der Besatzung, sich auf einen Absprung vorzubereiten. Sobald das Flugzeug sich über dem Festland befand, retteten sich sechs der sieben Besatzungsmitglieder; Copilot Leonard Svitenko wurde bei dem Versuch, aus einer Luke das Flugzeug zu verlassen, tödlich am Kopf verletzt.
Das nun unbemannte Flugzeug flog zunächst kurz in nördlicher Richtung weiter, drehte dann nach links und stürzte in einem Winkel von etwa 20 Grad etwa 12,1 Kilometer westlich der Thule Air Base um 15:39 Uhr EST auf in der North Star Bay treibendes Eis. Beim Aufprall lösten die mit konventionellem Sprengstoff versehenen Zünder aus, so dass das in den Bomben enthaltene radioaktive Material, ähnlich einer radiologischen Waffe, um die Absturzstelle verteilt wurde. In den Tanks befanden sich zu diesem Zeitpunkt etwa 225.000 engl. Pfund Kerosin, die ebenfalls sofort Feuer fingen und das Eis, auf dem das Flugzeug abgestürzt war, langsam zum Schmelzen brachten. Nach sechs Stunden sanken das Wrack und mit ihm die Munition auf den Meeresboden.

### Rettungsaktion und erste Suche nach dem Wrack

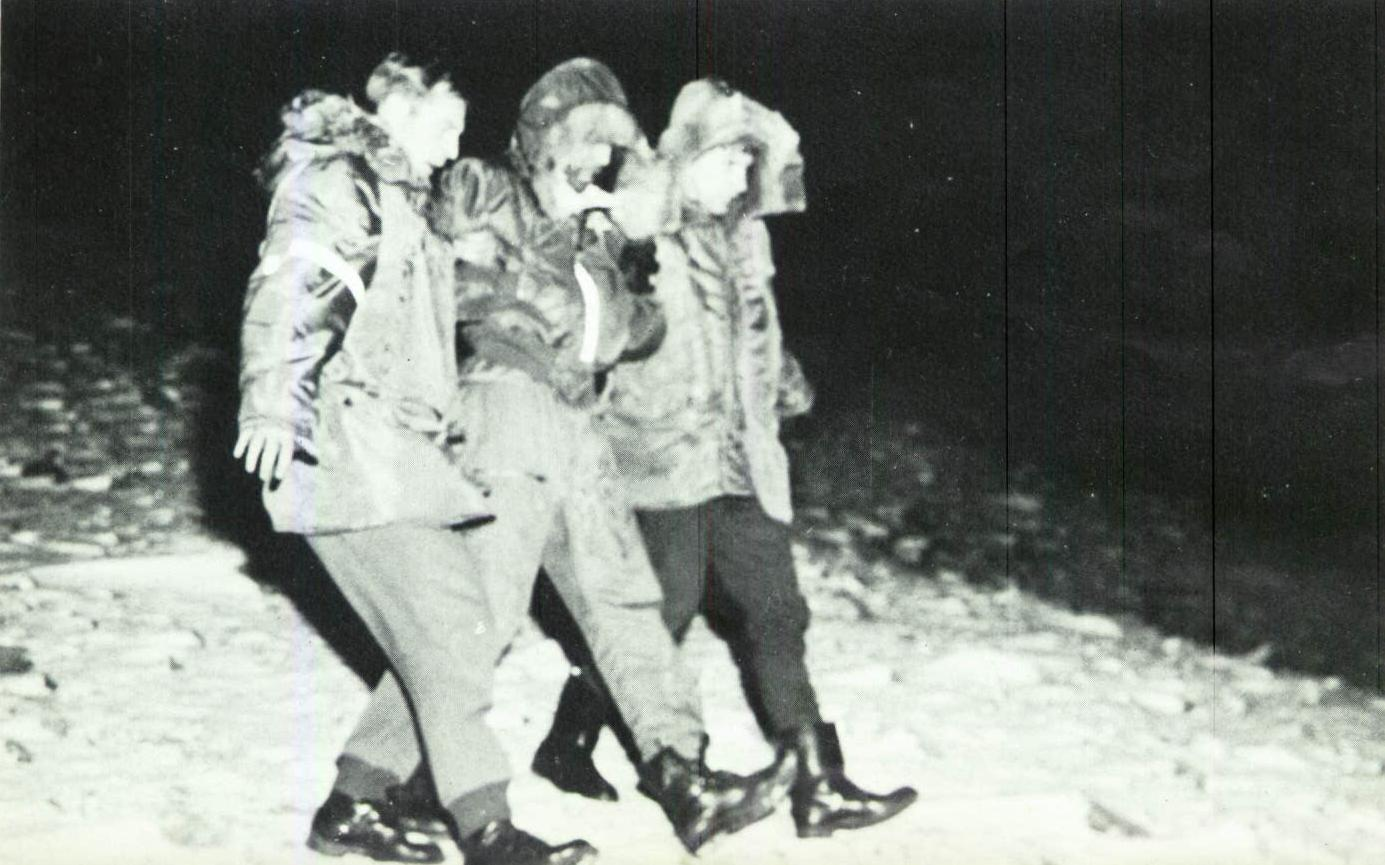
Staff Sergeant Calvin Snapp (Mitte), eines der Besatzungsmitglieder, nach seiner Rettung vom Eis

Haug und D’Mario landeten an ihren Fallschirmen auf der Air Base und alarmierten sofort den Flugplatzkommandanten, dass sich mindestens sechs Besatzungsangehörige hatten retten können und dass das Flugzeug vier Nuklearwaffen an Bord gehabt hätte. Sofort begann eine großangelegte Suchaktion, zunächst vor allem nach den vier verbleibenden Besatzungsmitgliedern. Die Amerikaner wurden dabei durch einen Vertreter des grönländischen Handelsministeriums, Jens Zinglersen, unterstützt. So konnten drei weitere Personen innerhalb von zwei Stunden gerettet werden, sie befanden sich weniger als 2,4 Kilometer von der Basis entfernt. Lediglich Captain Criss, der als Erster das Flugzeug verlassen hatte, trieb 21 Stunden auf einer Eisscholle, bevor er gefunden wurde. Er war stark unterkühlt und überlebte nur, weil er sich in seinen Fallschirm eingewickelt hatte.
Für seine Hilfe bei der Rettung der Besatzung erhielt Zinglersen am 26. Februar 1968 vom amerikanischen Botschafter die Air Force Exceptional Civilian Service Medal.
Die Suche nach Wrackteilen war weniger erfolgreich. Direkt nach dem Absturz und dem Versinken des Wracks konnten lediglich sechs der acht Triebwerke, ein Reifen und kleinere Teile gefunden werden. Die US-Streitkräfte kategorisierten den Unfall mit dem Codewort „Broken Arrow“ als einen Unfall mit Atomwaffen.

## Bergung (ProjektCrested Ice)
Die Explosion verteilte Trümmer des Flugzeugs und der Bewaffnung auf etwa 8 km². Teile des Bombenschachts wurden mehr als drei Kilometer entfernt vom Aufschlagpunkt gefunden, woraus geschlossen wurde, dass das Flugzeug schon in der Luft begann, auseinanderzubrechen. Südlich vom Aufschlagpunkt war das Eis stark kontaminiert worden, zum einen von ausgeflossenem und verbranntem Kraftstoff JP-4, zum anderen von den aus den Sprengköpfen ausgetretenen radioaktiven Elementen Americium, Plutonium, Uran und dem Wasserstoff-Isotop Tritium. Die Menge an Plutonium wurde teilweise mit 380 mg/m² gemessen.
Amerikanische und dänische Behörden leiteten deshalb sofort Maßnahmen ein, um die Ausbreitung radioaktiver Stoffe einzudämmen und die Trümmer zu finden und zu entsorgen. Dieses Unternehmen bekam den Namen Project Crested Ice (etwa: „erklommener Eisberg“, teilweise auch als Dr. Freezelove bezeichnet). Erschwert wurden die Anstrengungen durch das Wetter. Die Temperaturen lagen bei lediglich −40 °C und fielen zeitweise auf −60 °C, dazu kamen Winde von bis zu 40 m/s. Bis zum 14. Februar 1968 herrschte auf dem Breitengrad Thules dazu noch die Polarnacht, was die Suche zusätzlich behinderte.
Nahe der Absturzstelle wurde ein Stützpunkt eingerichtet, Camp Hunziker, benannt nach General Richard Hunziker, der die Bergung leitete. Von der Thule Air Base aus wurden zwei Wege zum Camp angelegt, das aus Iglus, Generatoren, Kommunikationseinrichtungen und einem Heliport bestand, so dass 24 Stunden an der Absturzstelle gearbeitet werden konnte. Nach der Bergung wurde das verseuchte Material auf Drängen der dänischen Regierung in die USA gebracht; nach Aussage von General Hunziker konnten etwa 93 % des angefallenen radioaktiven Mülls geborgen und entfernt werden. Am 13. September 1968 war Crested Ice offiziell abgeschlossen, die Kosten wurden auf etwa 9,4 Millionen US-Dollar geschätzt. Mehr als 70 US-Behörden mit 700 Spezialisten waren an dem Projekt beteiligt.

### Kontroverse um die Zahl der geborgenen Bomben
| Nuklide      | Halbwertszeit        | Strahlungstyp         |
| ------------ | -------------------- | --------------------- |
| Tritium      | 12 Jahre             | Betastrahlung         |
| 234Uran      | 250.000 Jahre        | Alphastrahlung        |
| 235Uran      | 700 Millionen Jahre  | Alphastrahlung        |
| 238Uran      | 4,5 Milliarden Jahre | Alphastrahlung        |
| 239Plutonium | 24.000 Jahre         | Alphastrahlung        |
| 240Plutonium | 6.600 Jahre          | Alphastrahlung        |
| 241Plutonium | 14 Jahre             | Betastrahlung         |
| 241Americium | 430 Jahre            | Alpha-/Gammastrahlung |

Gegenüber der Öffentlichkeit war behauptet worden, alle vier nuklearen Sprengköpfe der B28-Bomben seien geborgen und entsorgt worden. 1987–1988 sowie erneut 2000 erschienen in der dänischen Presse jedoch Artikel, die behaupteten, dass eine der vier Bomben an Bord der B-52 nicht geborgen worden war. Das SAC hingegen hatte 1968 behauptet, alle vier Bomben seien beim Absturz zerstört und die Überreste geborgen worden. 2008 erschien in der BBC ein Artikel, der sich teilweise auf als geheim eingestufte Berichte aus der Zeit kurz nach dem Absturz berief und aussagte, dass man nur bei drei Bomben sicher sei, dass sie geborgen seien. William Chambers, amerikanischer Nuklearforscher, sagte dazu:

“There was disappointment in what you might call a failure to return all of the components […] it would be very difficult for anyone else to recover classified pieces if we couldn't find them.”

„Es gab Enttäuschung darüber, dass wir nicht alle Komponenten bergen konnten. […] es würde für andere sehr schwierig werden, geheime Teile zu bergen, wenn wir sie nicht finden würden.“

Im August 1968 kam ein Mini-U-Boot zum Einsatz, das weitere Überreste der Bomben auffinden sollte. Eine ungleich größere Suche war 1966 vor der spanischen Küste angelaufen, nachdem eine B-52 mit einem Tankflugzeug zusammengestoßen war – eine der Bomben war 80 Tage lang verschollen gewesen. Wegen diverser Defekte wurde die Suche mit der Star III nach relativ kurzer Zeit wieder eingestellt, sodass nicht das gesamte in Frage kommende Gebiet nach einer eventuell nicht geborgenen Bombe abgesucht werden konnte. Diverse Behördendokumente sowie eine Anhörung der US-amerikanischen Atomenergiebehörde erhärten den Verdacht, dass einer der vier Sprengköpfe noch immer auf dem Grund der Baffin Bay liegt.
Als Konsequenz der Medienberichte beauftragte der dänische Außenminister im Jahr 2009 das Danish Institute for International Studies (DIIS) mit der Anfertigung eines Berichtes zum Absturz. Dabei sollte das DIIS untersuchen, ob die 348 beschafften Dokumente (rund 2.000 Seiten), welche der BBC-Reporter Corera für seine Reportage im Jahr 2008 verwendete, Informationen enthielten, welche vom Inhalt der seit 1986 von US Department of Energy freigegebenen 317 Dokumente abwichen. Der Bericht mit dem Titel The Marshal’s Baton – There is no bomb, there was no bomb, they were not looking for a bomb ‚Der Marschallstab – Da ist keine Bombe, da war keine Bombe, sie haben nicht nach einer Bombe gesucht‘, kommt zu dem Schluss, dass alle vier Bomben beim Aufprall zerstört wurden. Die von den USA angegebene Menge von aufgefundenem Plutonium stimmt in etwa mit jener aus 4 Kernwaffen überein. Ebenso wurden andere Bombenkomponenten von allen 4 Waffen geborgen, wie z. B. die Deuterium-Tritium-Tanks sowie die Fallschirmbehälter, so dass der Verlust einer kompletten Waffe auszuschließen sei. Eine wichtige Komponente einer Waffe wurde jedoch nicht gefunden, wobei es sich vermutlich um den stabförmigen Kern aus hochangereichertem Uran der Fusionsstufe („Spark Plug“) handelte. Dieser soll unter Wasser gesucht, aber nicht gefunden worden sein.

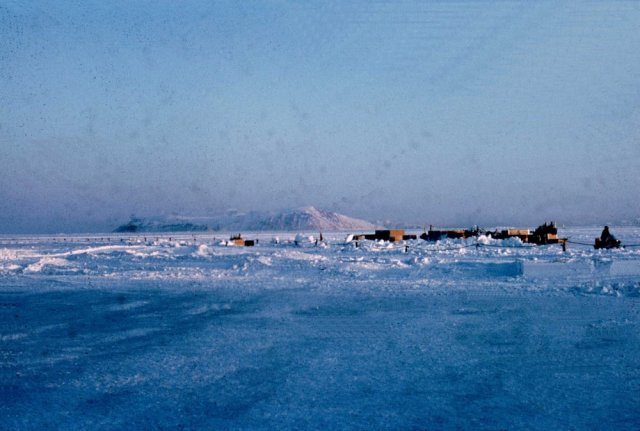
Bild von Camp Hunziker
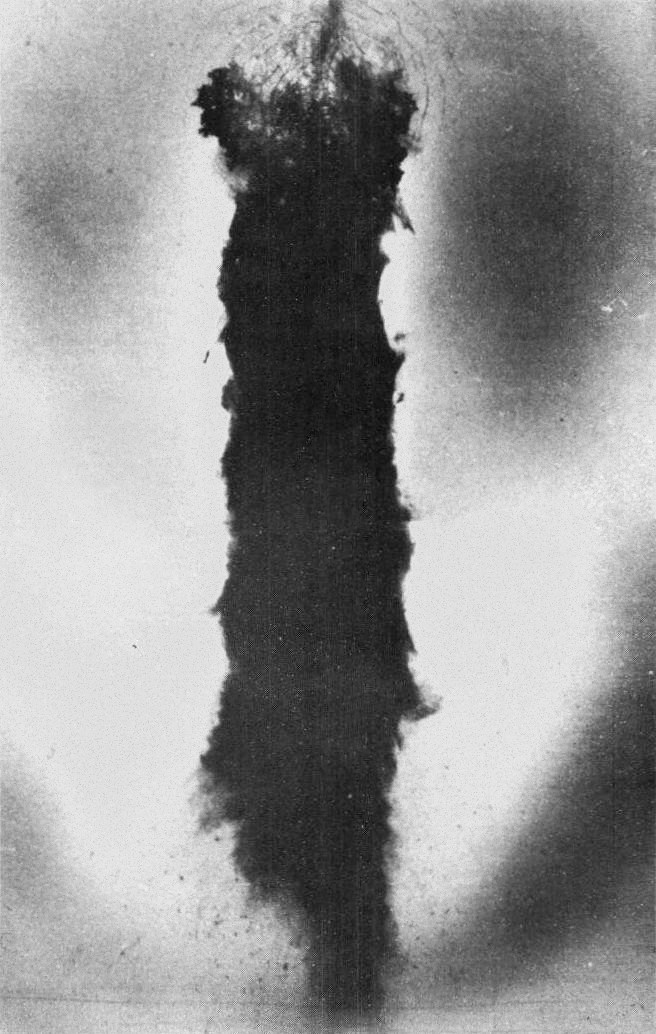
Luftaufnahme der Absturzstelle mit vom Brand schwarz gefärbtem Eis
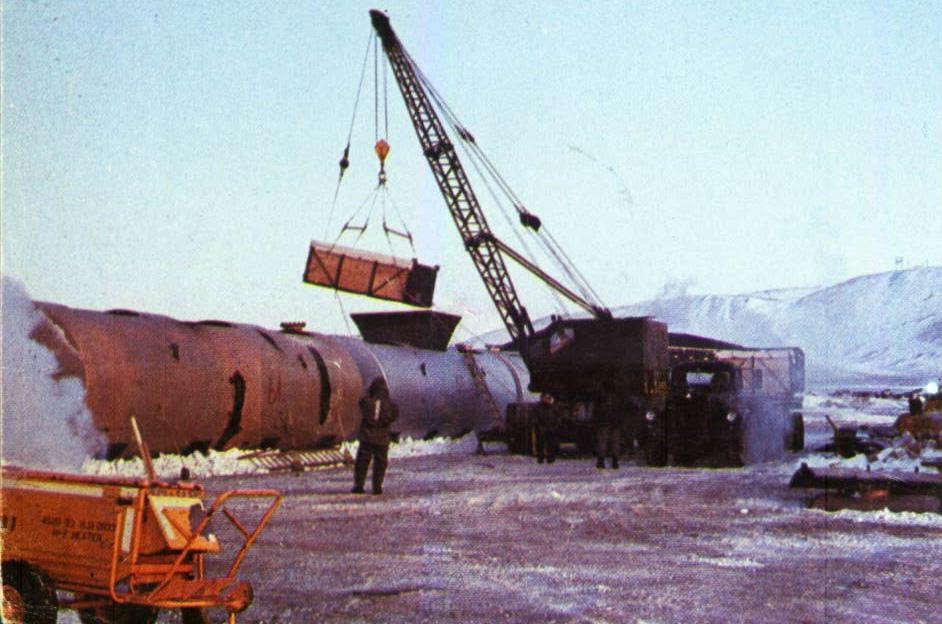
Kontaminiertes Eis wird zum Transport in die USA in Stahltanks geladen.
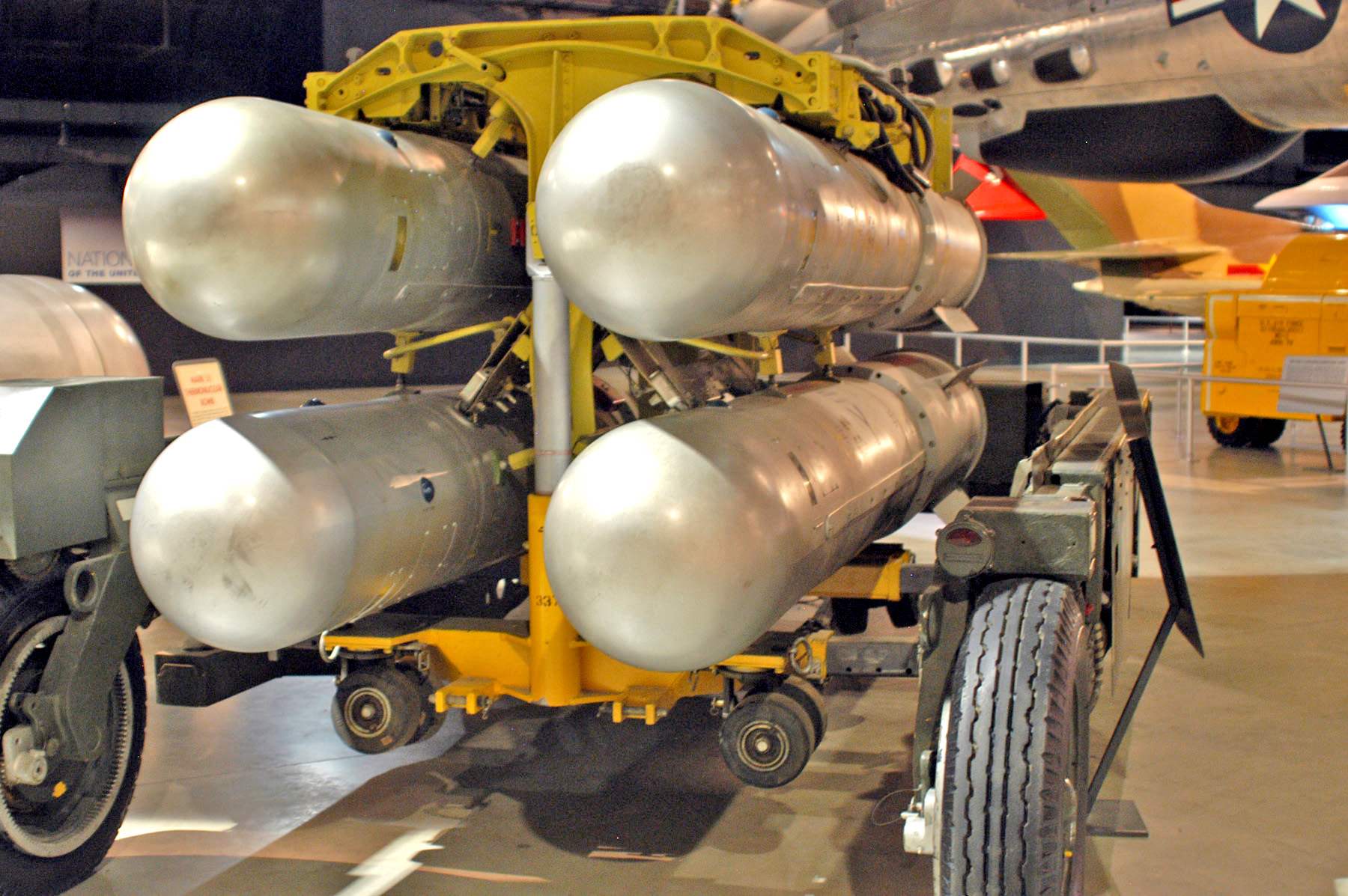
Aufnahme von Bomben des Typs B-28, wie sie auch Hobo 28 an Bord hatte.
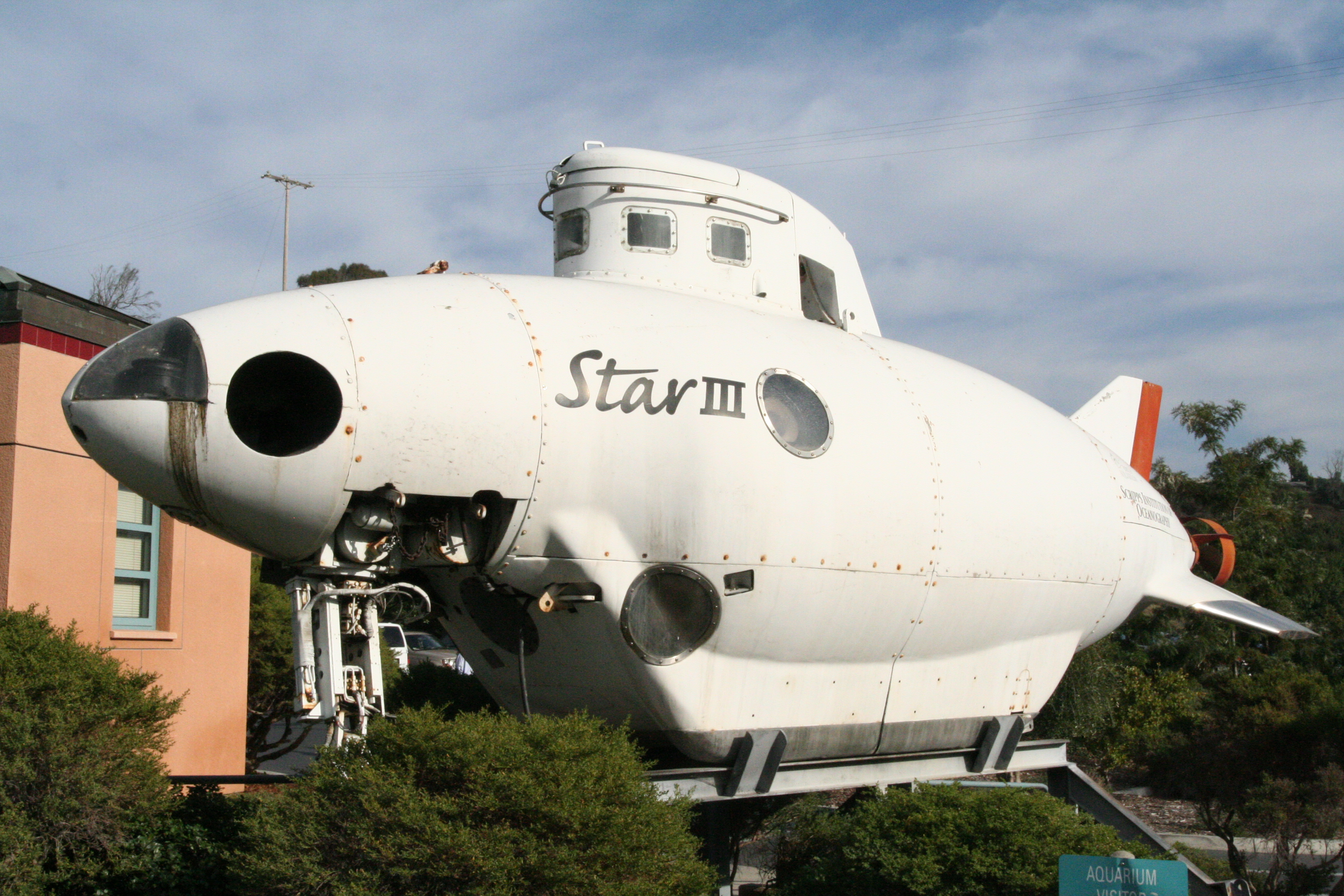
Mini-U-Boot Star III, das zum Auffinden und Bergen versunkener Teile eingesetzt wurde.

## Folgen

### Chrome-Dome-Flüge

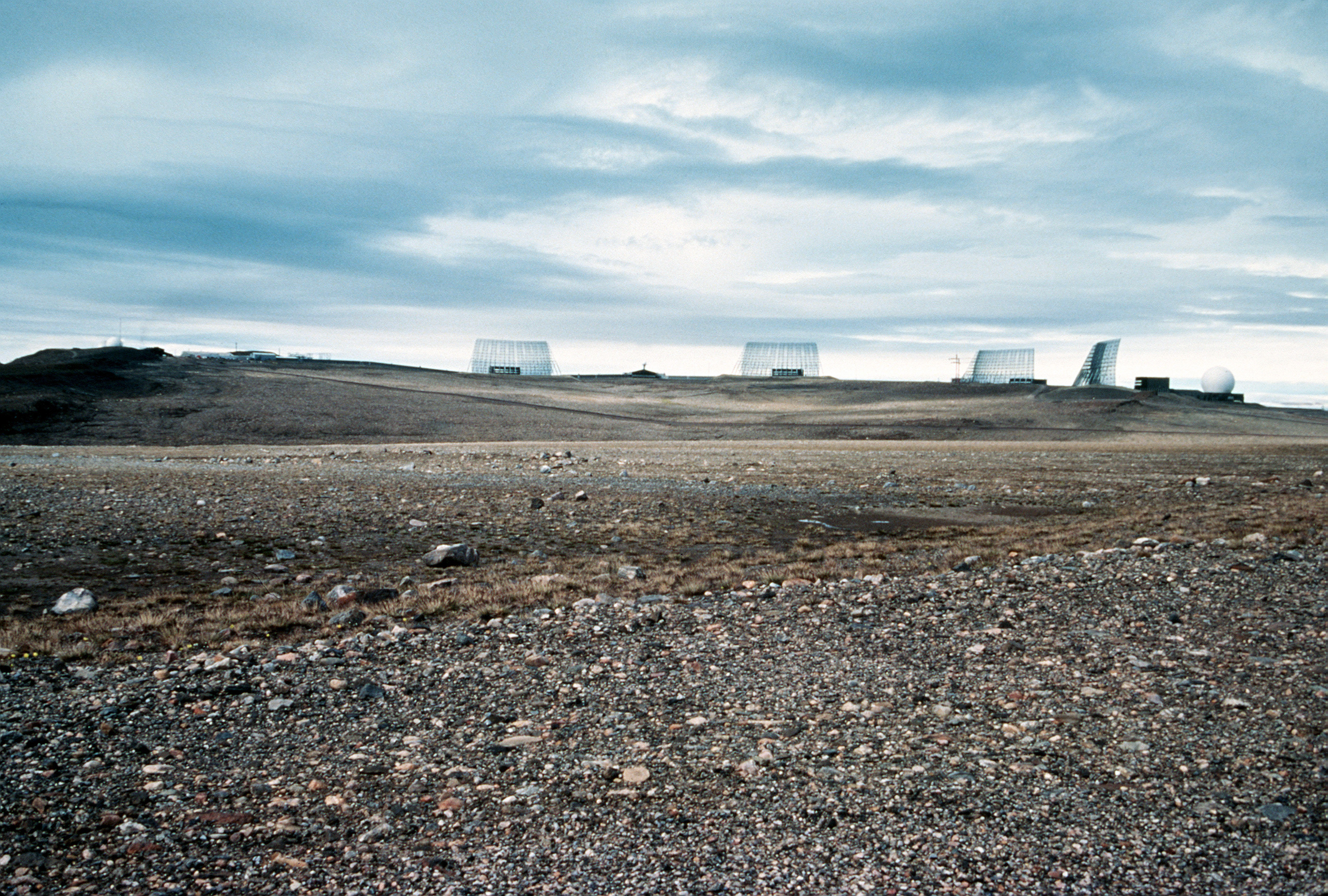
Antennen des BMEWS in Thule, rechts ist das Radom des 1974 eingerichteten Satellitenkommunikationssystems mit NORAD zu erkennen.

Nach dem Absturz von Hobo 28 begann die Diskussion über die Chrome-Dome-Flüge erneut. Innerhalb von zwei Jahren war dies der zweite Absturz mit scharfen Nuklearwaffen gewesen. Der Wissenschaftler Scott Sagan beschrieb, dass bei einem Absturz von Hobo 28 auf das BMEWS die Gefahr eines nuklearen Krieges bestanden hätte. Da die Verbindung zur Station und dem Flugzeug abgerissen wäre, hätte NORAD von einem nuklearen Erstschlag der Sowjetunion ausgehen können, da nur noch eine instabile Verbindung über ein Unterwasserkabel verfügbar gewesen wäre. Die USA erkannten dieses Problem und ersetzten die Kabelverbindung 1974 durch eine Satellitenverbindung.
Darüber hinaus vereinbarte man am 30. September 1971 mit der Sowjetunion, sich über Unfälle mit Nuklearwaffen in Zukunft sofort über den „Heißen Draht“ auszutauschen, um das Risiko eines „unbeabsichtigten“ Krieges zu verringern.
Die sofortige Einstellung der Chrome-Dome-Flüge nach dem Unfall von 1968 spiegelte auch den Trend von bemannten Atomwaffenträgern weg hin zu Interkontinentalraketen (ICBMs) wider. Schon seit 1964 machten diese ICBMs die Mehrheit im Nuklearwaffenarsenal der US-Streitkräfte aus.

### Sicherheitsbestimmungen im Umgang mit Nuklearwaffen
Wie schon beim Absturz einer B-52 in Palomares 1966 wurde auch beim Unfall in Thule offenbar, dass die Sicherung der Nuklearwaffen nicht ausreichend war, um einen Absturz auszuhalten. Bei beiden Unfällen war zwar keine nukleare Kettenreaktion ausgelöst worden, allerdings waren die instabilen konventionellen Zünder explodiert und hatten dadurch erst weitreichende Schäden in der Natur verursacht.
Bei Untersuchungen der Kernwaffen nach dem Absturz stellte man außerdem fest, dass die elektrischen Schaltungen in den Waffen bei Gewalteinflüssen zu unvorhersehbaren Kurzschlüssen neigten. Daraufhin begannen man stabilere Zünder sowie feuerfeste Gehäuse für nukleare Waffen zu entwickeln, um den Umgang mit den Waffen sicherer zu machen.
1979 wurde ein neuer konventioneller Sprengstoff für die Zünder verbaut, der im Los Alamos National Laboratory entwickelt worden war. Nach Aussage des Physikers Ray Kidder wäre es mit dem als Insensitive High Explosive (IHE) bezeichneten Zünder bei den Unfällen von Thule und Palomares nicht zur Explosion der Zünder und damit auch nicht zu den radioaktiven Verschmutzungen gekommen.

### Entschädigung
Unter den am Bergungsprojekt beteiligten Arbeitskräften befanden sich auch dänische Arbeiter, die wegen zunehmender Todes- und Krankheitsfälle 1986 eine Interessengemeinschaft bildeten. Circa 2400 Personen, die sich in der Zeit von Januar bis September 1968 in der Gegend aufhielten (ausgenommen Wissenschaftler der dänischen Regierung und US-Personal), erhielten von der dänischen Regierung eine freiwillige Entschädigung. Weitergehende Ansprüche der dänischen Arbeitskräfte gegen die Europäische Kommission wurden gerichtlich verneint.

## Berichterstattung
In einem 2014 erschienenen Buch über den ehemaligen Stern-Reporter Randy Braumann wird beschrieben, wie kurz nach dem Unfall die internationale Presse (20 US- und 20 europäische Medien) über Kopenhagen zur US-Base nach Thule geflogen wurde, um sich die Unfallstelle anzusehen und offizielle Presseinformationen zu erhalten.

## Filme
Im Jahr 2015 erschien der Spielfilm The Idealist – Geheimakte Grönland über die Recherche des dänischen Journalisten Poul Brink, dem 18 Jahre nach dem Vorfall Ungereimtheiten bei der öffentlichen Darstellung auffielen.

## Bücher
Der 2024 erschienene Roman Strahlendes Eis von Michael Lüders greift den Absturz auf. Die Handlung verknüpft historische Ereignisse mit einer fiktiven Geschichte um Klimawandel und geopolitische Konflikte in der Arktis.